# 342017 Ramonin
342017 Ramonin este o planetă minoră (asteroid) din centura de asteroizi. A fost descoperită pe 12 septembrie 2008 la Observatorio de La Cañada⁠(d) de Juan Lacruz⁠(d). 
Obiectul prezintă o orbită caracterizată de o semiaxă mare de 2,378251347778 UAi, o excentricitate de 0,19, o înclinație de 3,1 ° în raport cu ecliptica.